# Winamp
Winamp es un reproductor multimedia para la plataforma Microsoft Windows creado el 21 de abril de 1997 y distribuido gratuitamente por la empresa estadounidense Nullsoft. Sus creadores fueron el programador y hacker Justin Frankel y Dmitry Boldyrev, aunque existe un equipo de programadores dedicados al desarrollo de Winamp.

## Historia
En 1999 Winamp fue adquirido por AOL (América OnLine), momento en el cual era uno de los más utilizados.
En 2010 Winamp fue lanzado al mercado de los teléfonos inteligentes, presentó una versión de reproductor para Android, en 2011, AOL lanzó la versión para iOS.
En el sitio web oficial de Winamp se anunció el 19 de noviembre de 2013 que a partir del 20 de diciembre de 2013 el reproductor multimedia Winamp sería descontinuado, tanto en las versiones de PC y mac como en Android.
A pesar de que existía el rumor de que Microsoft podría hacerse con Winamp y Shoutcast, esta compra no se concretó, pues Microsoft ya cuenta con su propio reproductor multimedia, el Reproductor de Windows Media, y con su propia Guía de Radio, Windows Media.com.
El 1 de enero de 2014, AOL vendió Winamp y Shoutcast a la empresa belga de radio en línea Radionomy, la cual con esta compra los salvó de la desaparición; continuarían existiendo el desarrollo y servicio web de Winamp y su conjunto de 50 000 emisoras de radio Shoutcast, a las cuales se sumaron las 6000 emisoras de Radionomy. El 16 de mayo de 2024, Llama Group anunció que Winamp pasaría a ser de código abierto el día 24 de septiembre.

## Características

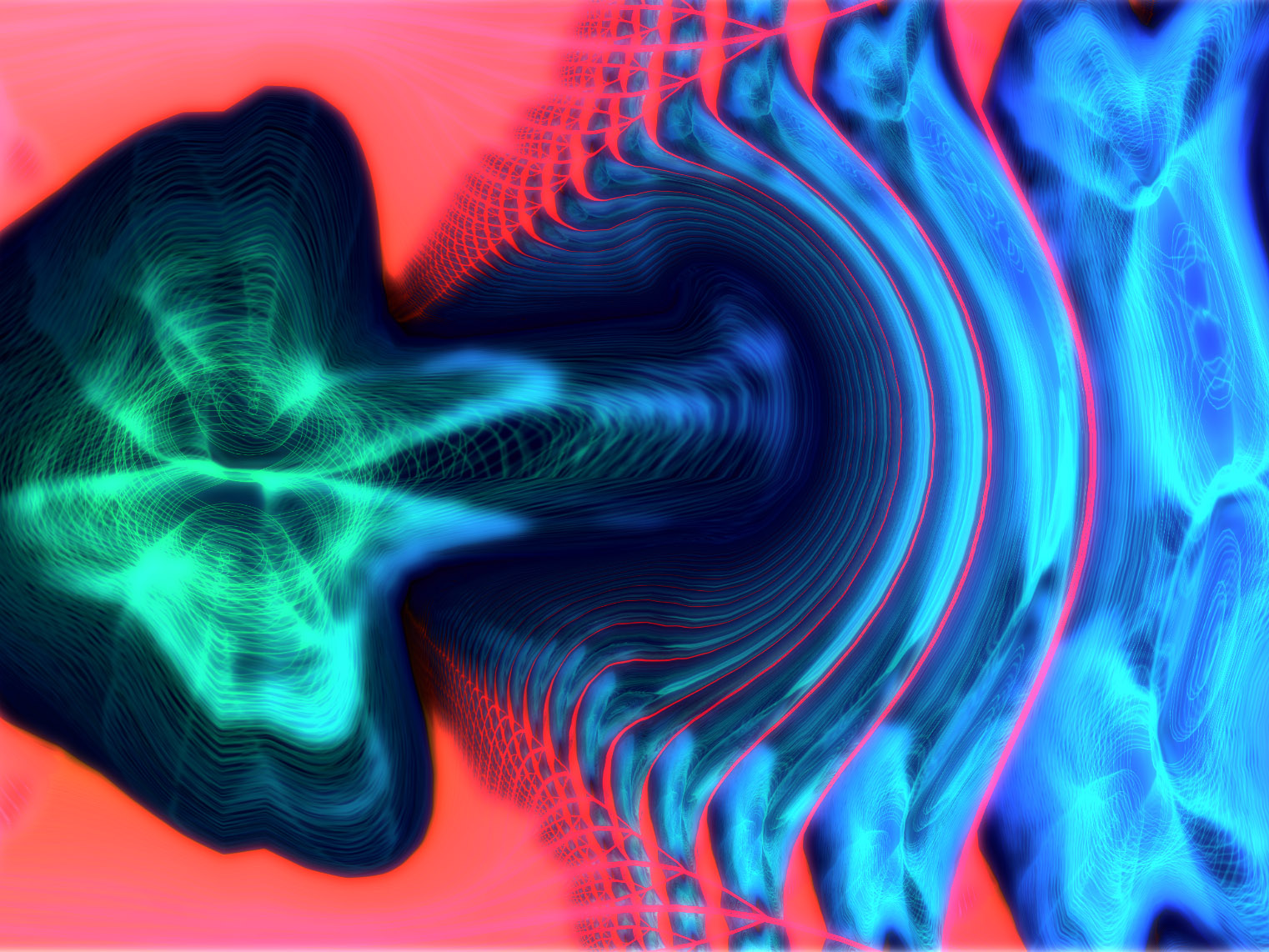
Captura de pantalla del visualizador de música en tiempo real "Milkdrop", preestablecido por Eo.S. & Phat.

Winamp es popular, entre otras cosas, por usar pocos recursos durante su ejecución y tener una interfaz de usuario sencilla y fácil de usar, además de ser una de las primeras aplicaciones para Windows en adoptar el concepto de carátulas o pieles (skins), mediante las cuales es posible cambiar por completo la apariencia de la interfaz gráfica. A pesar de no haber sido la primera aplicación en utilizar este concepto, Winamp fue uno de sus mayores exponentes y gracias a su popularidad inicial, muchas otras aplicaciones comenzaron también a utilizar carátulas para sus interfaces. Actualmente, la mayoría de los reproductores multimedia para la plataforma Windows utilizan carátulas, incluyendo el reproductor de Microsoft, Windows Media Player, cuyas pieles se llaman máscaras. Debido a su alta capacidad para reproducir audio y vídeo, Winamp fue escogido como el mejor de su tipo y se convirtió en el reproductor de audio más usado en el mundo: no existe nadie que ponga en duda su gran capacidad y número de funciones.
El programa en su versión oficial está en inglés, pero existen traducciones al español que están hechas por los mismos usuarios. A partir de la versión 5.531 en el instalador se encuentra la opción para instalarlo en Español (Alfabetización Internacional). También se le pueden añadir paquetes de idiomas para instalarle nuevos idiomas (extensión wlz).
Las carátulas de Winamp se clasifican en dos formatos: las llamadas Clásicas y las Modernas. Las clásicas se basan en un patrón de imagen sobre el que se van realizando modificaciones, es decir, la estructura de los botones es siempre la misma, lo que cambia es el aspecto. Por su parte, las modernas se realizan mediante un lenguaje de programación, lo que permite modificar tanto el aspecto de la ventana como su comportamiento.
En las versiones 1.x y 2.x Winamp reproduce sólo sonido. A partir de la versión 3 también reproduce vídeo; sin embargo, esta versión consumía demasiada memoria RAM y se colgaba.
La serie de versiones 4.x nunca existió, el salto fue de la versión 3 a la versión 5.5.1.1763 (o simplemente 5.51). La decisión de saltar directamente a la versión 5 surge de la idea de unir las mejores características de las versiones que lo precedieron (2 y 3) en una versión completamente nueva; la suma 2 + 3 = 5, de ahí el número de versión. La necesidad de esta convergencia tiene sus motivos en el fracaso de Winamp 3, en contraste con la enorme popularidad de la serie Winamp 2. Winamp 5 pretende ser un reproductor liviano y eficaz, a la vez que incorpora las nuevas tecnologías presentes en Winamp 3.
Winamp 5.5: La edición del décimo aniversario se lanzó el 10 de octubre de 2007. Las nuevas características del reproductor incluyeron compatibilidad con carátulas de álbum, soporte de localización mejorado (con varios lanzamientos de Winamp localizados oficialmente, incluyendo alemán, polaco, ruso y francés) y una máscara unificada de interfaz de reproductor y biblioteca multimedia. Esta versión eliminó el soporte para Windows 9x. A partir de esta versión el desarrollo de Winamp se acredita a Ben Allison (Benski) y Maksim Tyrtyshny. Algunas de las mejoras que incluye la versión 5.5: una nueva interfaz gráfica, soporte para dispositivos externos (como iPods), soporta sonido Surround para MP3, miles de emisoras de radio, vídeo o una barra de herramientas para Internet Explorer. Además, se puede descargar la versión en español. La versión Pro tiene unas pocas funciones adicionales de vídeo, grabación de CD y codificación MP3.
Winamp 5.6 cuenta con compatibilidad con Android Wi-Fi y compatibilidad directa con la rueda del ratón. Se implementó el códec Fraunhofer AAC con soporte de codificación VBR. Además, se agregó la opción de escribir calificaciones en etiquetas (para MP3, WMA / WMV, Ogg y FLAC). Se agregaron traducciones de instaladores húngaros e indonesios y paquetes de idiomas. Con el lanzamiento de la versión 5.66 de Winamp el 20 de noviembre de 2013, AOL anunció que Winamp.com se cerraría. Cinco días después, la versión 5.666 se lanzó con los instaladores "Pro" y "Full" siendo el mismo, en el proceso de eliminación de OpenCandy, Emusic, AOL Search y AOL Toolbar del paquete de instalación. Se anunció que esta sería la última versión de Winamp de AOL / Nullsoft.
Hubo un programa beta de Winamp 5.7 para una función de Winamp Cloud basada en invitaciones, que permitiría a Winamp reproducir la biblioteca de música almacenada en la nube completa de un usuario en todos los dispositivos compatibles. Esta característica hubiera permitido a AOL proporcionar un servicio de casillero de música que esencialmente competiría con otros casilleros de música en línea. El programa beta se canceló meses antes del anuncio para cerrar el proyecto Winamp.
Sorpresivamente, en septiembre de 2018 una versión beta de Winamp 5.8 con fecha del 26 de octubre de 2016 se filtró a la web. Esta era la primera versión de Winamp lanzada bajo el paraguas de Radionomy. Hay muchas mejoras y cambios en la compilación filtrada, incluida la compatibilidad total con Windows 10 y Windows 8.1. Además, el Winamp es otra vez 100% gratuito, a diferencia de las versiones anteriores que tienen la funcionalidad Pro. Luego de la filtración, Radionomy decidió lanzar al público una versión oficial y revisada de Winamp 5.8 fechada el 19 de octubre de 2018, pero aún está en desarrollo y muestra el antiguo logotipo de Winamp. Esta nueva actualización de Winamp 5.8 tiene número de versión de 3660, en comparación con la versión anterior filtrada 3653.
En julio de 2022 se presentó la versión 5.9 Release Candidate que luego de algunas mejoras fue oficialmente lanzada como la versión 5.9 el 9 de septiembre de 2022. Esta versión presenta diversas mejoras (como compatibilidad con Windows 11) y varias actualizaciones, aunque la mayor parte no son visibles ya que se encuentran en la estructura del programa. El equipo de desarrollo migró el proyecto de Visual Studio 2008 a Visual Studio 2019, además de mejorar el audio de alta resolución y la reproducción de transmisiones HTTPS. El sistema operativo mínimo admitido se incrementó a Windows 7 SP1.
El 22 de diciembre de 2022, se lanzó oficialmente Winamp 5.9.1 que agregó una función de reproducción de música NFT. Los usuarios ahora pueden agregar NFT de música en Ethereum y Polygon a la biblioteca de medios.
En abril de 2023, de manera oficial se lanzó Winamp 5.9.2 la que, según los propios desarrolladores, es una actualización menor de la anterior versión.

## Funciones
- Algunos formatos de archivos soportados: MID, MIDI, MP1, MP2, MP3, MP4, AAC, Ogg Vorbis, WAV, WMA, FLAC, CD audio, KAR (Karaoke), RAW, M3U, PLS, ASX y otros.
- Soporte para vídeos AVI, MPEG y NSV (Nullsoft Streaming Video).
- Plug-ins para entrada y salida de audio, como DSP (Procesamiento Digital de Señal para efectos de sonido), o efectos visuales (como el AVS o el MilkDrop).
- Soporte para carátulas "clásicas" (Winamp 2.x) y para "modernas" (Winamp 3.x).
- Servicios gratuitos por internet (streaming) como:
  - Radio y televisión (usando la tecnología SHOUTcast)
  - XM Satellite Radio
  - Videoclips
  - Singingfish (buscador de música y vídeo)
- Soporte para extraer pistas de CD de música en formatos MP3 o AAC (sólo disponible en la versión registrada)
- Grabación de música a CD (sólo en versión registrada)
- Soporte de canal Alfa (ventanas con transparencia)
- Soporte de sonido 5.1 Surround
- Reproducción en 24 bits
- Instalación personalizada
- Conversión de archivos (Transcoding)

Winamp es capaz de reproducir vídeo, VCD, es ligero y fácil de usar. Existen Plug-ins descargables desde el sitio oficial para convertir mp3 a wav, wav a mp3, wma a mp3, extraer audio de vídeos, teclas de método abreviado, visualizador de letras de canciones, visualizaciones, etc. También soporta las extensiones de DirectShow mediante las cuales puede soportar, por ejemplo: AVI y MPG para vídeo o incluso Matroska con los filtros correspondientes (ej. Haali Media Splitter), por medio de esta opción también es posible reproducir Ogg Vorbis/Theora/FLAC/Speex usando los filtros illiminable oggcodecs, esto sin embargo desactiva el soporte nativo para Ogg Vorbis por lo que no están disponible las características como editar los tags y soporte de ReplayGain.